# Georges Gusdorf
Georges Gusdorf, né le 10 avril 1912 à Caudéran (commune ayant fusionné avec Bordeaux) et mort le 17 octobre 2000, est un philosophe et épistémologue français. Son œuvre est marquée par Søren Kierkegaard.

## Biographie
Georges Gusdorf est le fils d'un père juif, athée et aux idées avancées (Paul Gusdorf, mort en déportation le 11 novembre 1942 à Auschwitz, Pologne), et d'une mère protestante, tous deux de nationalité allemande. 
Après des études au lycée Michel-Montaigne de Bordeaux, il entre à l'École normale supérieure (ENS) de Paris en 1933. Il suit en parallèle sa scolarité à la Sorbonne sous la direction de Léon Brunschvicg, dans les années 1930 - l'époque d'André Lalande et d'Émile Bréhier. 
Il obtient l'agrégation de philosophie en 1939.
En 1940, il est fait prisonnier avec son régiment dans le Loiret et passe toute la guerre dans différents camps de prisonniers, où on le déplace pour son refus de défendre la politique de Vichy. Il finit à Lübeck, en Allemagne du Nord. C'est durant ces années de détention qu'il fait l’expérience d’une sociabilité intellectuelle que sa carrière universitaire ne lui permettra plus, selon lui, de renouveler.
Après la guerre, entre 1945 et 1946, il prend la charge de répétiteur à l'ENS, préparant à l'agrégation de philosophie. Il y succède à Merleau-Ponty, et prépare à l'agrégation Althusser et Foucault.
En 1948, il est nommé professeur à l'université de Strasbourg, occupant la chaire de philosophie générale et de logique. Il n'a alors publié, sous la direction de Gaston Bachelard, qu'une thèse, La Découverte de soi, matrice de ses futurs travaux sur la mémoire et rédigée au cours de sa longue captivité à Lübeck.
Gusdorf raconte que dans son camp de prisonniers, le milieu des officiers de carrière était favorable à Vichy, notamment aux thèses défendues par Jean Guitton et relayées un certain temps par Paul Ricœur. Avec quelques-uns de ses camarades, il réussit à retourner les esprits. « C'est grâce à vous que nous avons pu rentrer la tête haute », lui a dit après la guerre un officier prisonnier avec lui. La captivité a également été l'occasion pour Georges Gusdorf de s'intéresser à un genre qui d'ordinaire ne tente pas les philosophes, l'autobiographie. Admirateur de la Geistesgeschichte et de l'école critique fondée par Wilhelm Dilthey ainsi que de l'Histoire de l'autobiographie de Georg Misch, le gendre de Dilthey, Gusdorf polémiqua en 1975 contre l'approche à son sens formaliste de Philippe Lejeune et de son pacte autobiographique. Georges Gusdorf reste attaché à une vision lucide de l’homme, qui est conditionné par son corps et le monde dans lequel il vit, mais qui est aussi capable de se détacher de ce déterminisme et de produire des œuvres où se manifeste sa liberté. Ces œuvres ne peuvent être réduites à des schémas formels, elles expriment un être personnel et avec lui tout un univers que l’on ne pourra jamais dévoiler entièrement et qui varie en fonction des individus, mais aussi des époques.
De 1966 à 1988, il publie chez Payot les quatorze volumes d'une vaste recherche encyclopédiste, Les sciences humaines et la pensée occidentale. En 1968, peu en phase avec la révolte étudiante, il s'exile à l'Université Laval, située à Québec, mais revient à Strasbourg, une fois le calme revenu. Georges Gusdorf affirme avoir en quelque sorte prévu l'explosion dans son ouvrage L'Université en question, paru en 1964.
Georges Gusdorf a également enseigné à l'Université du Texas à Austin et à HEC Montréal.
Mort à l'âge de quatre-vingt-huit ans, il est inhumé au cimetière d'Arcachon.

## Postérité
Une rue fut baptisée en son honneur dans la commune de Strasbourg en 2011, ainsi qu'une école pour enfants à haut potentiel intellectuel dans le 14ème arrondissement de Paris.

## Œuvres

### Ouvrages
- La Découverte de soi, 1948
- L'expérience humaine du sacrifice, 1948
- Traité de l'existence morale, Armand Colin, 1949
- Mémoire et personne, tome premier : La mémoire concrète ; tome second : Dialectique de la mémoire, Presses Universitaires de France, 1951
- La parole, Presses Universitaires de France, 1952 ;
- Mythe et métaphysique, Flammarion, Bibliothèque de philosophie scientifique, 1953, réédité en 1984 avec une préface intitulée « Rétraction 1983 »
- Traité de métaphysique, 1956
- Science et foi au milieu du XXe siècle, 1956
- La vertu de force, 1957
- Introduction aux sciences humaines, 1960 ; réédité en 1974 par Éditions Ophrys avec une traduction de la préface pour l'édition italienne ;
- Dialogue avec le médecin, 1962
- Signification humaine de la liberté, 1962
- Kierkegaard, 1963 ; éd. Poche CNRS 2011
- Pourquoi des professeurs? Pour une pédagogie de la pédagogie, 1963 (Prix Nicolas Missarel de l'Académie française en 1964)
- L'université en question, 1964 ;
- Les sciences de l'homme sont des sciences humaines, 1967
- La Pentecôte sans l’esprit sain : université 1968, 1969 (publié au Canada sous le titre : "La nef des fous Université 1968", Presses de l'Université Laval, Québec);
- Montesquieu : Lettres persanes – Présentation par Georges Gusdorf, 1972
- Les Sciences de l’homme sont-elles des sciences humaines?, 1976
- Les révolutions de France et d’Amérique : de la violence à la sagesse, 1988
- Lignes de vie (2 volumes), Odile Jacob, 1991 : Les écritures du moi (vol. 1) et Auto-Bio-Graphie (vol. 2)
- Le crépuscule des illusions : mémoires intempestifs, 2002

### Collection « Les sciences humaines et la pensée occidentale », Payot
- Tome I : De l'histoire des sciences à l'histoire de la pensée, 1966
- Tome II : Les origines des sciences humaines, 1967
- Tome III : La Révolution galiléenne (2 volumes), 1969 ; Tome I; [Tome II, en préparation]
- Tome IV : Les principes de la pensée au siècle des lumières, 1971
- Tome V : Dieu, la nature, l’homme au siècle des lumières, 1972, (Prix Broquette-Gonin (littérature) de l'Académie française 1973);
- Tome VI : L’avènement des sciences humaines au siècle des lumières, 1973 (Grand Prix Gobert de l'Académie française);
- Tome VII : Naissance de la conscience romantique au siècle des lumières, 1976
- Tome VIII : La conscience révolutionnaire; Les idéologues, 1978
- Tome IX : Fondements du savoir romantique, 1982
- Tome X : Du néant à Dieu dans le savoir romantique, 1983
- Tome XI : L’Homme romantique, 1984
- Tome XII : Le savoir romantique de la nature, 1985
- Tome XIII : Les origines de l’herméneutique, 1988
- Tomes IX et X sont publiés dans la Grande Bibliothèque Payot sous le titre Le romantisme I (Payot, 1993)
- Tomes XI et XII sont publiés dans la Grande Bibliothèque Payot sous le titre Le romantisme II (Payot, 1993),  (ISBN 2-228-88700-5)

### Articles
- Compte rendu de Do Kamo, Revue d'histoire de la philosophie religieuse, 30e année, 1950, (p. 64-68)
- « Mythe et philosophie », Revue de Métaphysique et de Morale, 56e Année, No. 2 (Avril-Juin 1951), pp. 171-188.
- « Ethnologie et Métaphysique: l'unité des sciences humaines, » Ethonologie Générale, Paris, Encyclopédie de la Pléiade, Ed. Gallimard, 1968, (p. 1772-1815).